# Torgny Mogren
Nils Arne Torgny Mogren (* 26. července 1963 Hällefors) byl švédský běžec na lyžích. Specializoval se na bruslařskou techniku a jezdil za klub Åsarna IK. 
Zúčastnil se pěti olympijských her. Roku 1984 obsadil 22. místo na 15 km a 23. místo na 30 km. Na ZOH 1988 byl členem vítězné štafety a nejlepšího individuálního výsledku dosáhl jedenáctým místem na třicetikilometrové trati. Na olympiádě v roce 1992 byl čtvrtý se štafetou, pátý ve stíhacím závodě, devátý na 10 km a dvanáctý na 50 km. V Lillehammeru v roce 1994 skončil na 24. místě na 30 km a 27. místě na 10 km. Byl vlajkonošem švédské výpravy na ZOH 1998, kde obsadil 34. místo v závodě na 50 km.
Na mistrovství světa v klasickém lyžování startoval sedmkrát v letech 1985 až 1997. V roce 1987 vyhrál se štafetou a byl druhý na 50 km, v roce 1989 byl opět členem vítězné štafety a získal stříbrné medaile na 15 km a 50 km, v roce 1991 byl první na 50 km, druhý ve štafetě a třetí na desetikilometrové trati. Na mistrovství světa v klasickém lyžování 1993 ve Falunu získal pro domácí tým jedinou zlatou medaili, když obhájil titul v závodě na 50 km. Na konci tohoto roku mu byla udělena Zlatá medaile Svenska Dagbladet a Viktoriina cena. 
Ve Světovém poháru závodil patnáct sezón. Vyhrál třináct individuálních a jedenáct štafetových závodů, v sezóně 1986/87 se stal celkovým vítězem SP.
Po ukončení kariéry v roce 1998 pracoval ve firmě FM Mattsson, vyrábějící vodovodní baterie. Působí také jako sportovní komentátor pro Švédský rozhlas a funkcionář klubu Mora IK. Spolu s Lottou Falkenbäckovou účinkoval v televizní bruslařské soutěži Stjärnor på is.